# 1476
1476. је била проста година.

## Догађаји

### Јануар
- Опсада Шапца (1476) Османска војска напада територију Српске деспотовине, опседају град Шабац. У бици учествују Дмитар Јакшић, сир Ричард Чамплин, чешки комдант Франтишек Хаг, Вук Гргуревић, Влад Дракул.

### Март
- 2. март — Битка код Грансона

## Смрти

### Август
- 9. октобар — Стефан Бранковић, српски деспот и владар муж Ангелине Бранковић (* око 1425) .